# دایدوجی ماساشیگه
دایدوجی ماساشیگه (به ژاپنی: 大道寺 政繁 Daidōji Masashige)؛ ۱۵۳۳ – ۱۸ اوت ۱۵۹۰) یک سامورایی در دوره سنگوکو و یکی از مهم‌ترین ملازم خاندان هوجوی اخیر بود.